# Nijentap
 Nijentap  is een buurtschap behorende tot de gemeente Meppel in de provincie Drenthe (Nederland). De buurtschap is gelegen ten oosten van de provinciale weg 371 halverwege tussen Meppel en Havelte.
Plaatsen: Kolderveen · Meppel · Nijeveen · Rogat

Buurtschappen: Broekhuizen · Havelterberg (deels) · De Klosse (deels) · Kolderveense Bovenboer · Nijentap · De Kolk (deels) · Nijeveense Bovenboer · De Schiphorst · Slingenberg (deels)

Drenthe: Steden en dorpen      Nederland: Provincies · Gemeenten